# Symfonie nr. 14 (Sjostakovitsj)
Symfonie nr. 14 (opus 135) is een in de lente van 1969 voltooide symfonie van Dmitri Sjostakovitsj.

## Inleiding
Na de uitbundige symfonieën 11 en 12 kwam de Russische componist met de introverte symfonieën 13 en 14. Waar hij in nummer 13 nog gebruikmaakte van een koor en groot symfonieorkest, schreef hij bij nummer 14 twee zangsolisten voor en beperkte hij zich tot percussie en strijkorkest aangevuld met celesta. Het werd een atypische symfonie in de vorm van een liedcyclus, bestaande uit elf liederen op gedichten van vier auteurs. De meeste van de gedichten gaan over het thema van de dood, specifiek over een onrechtvaardige of vroege dood (Sjostakovitsj: 'Ik ben niet boos op de dood, maar wel op de barbaren die andere mensen de dood injagen'). De liederen zijn in het Russisch gecomponeerd, maar er bestaan twee andere versies van het werk. In een versie zijn de gedichten opnieuw vertaald van het Russisch in hun oorspronkelijke taal. In een andere versie zijn de gedichten in het Duits vertaald. Gedacht wordt dat Sjostakovitsj tot deze symfonie kwam nadat hij in 1962 een orkestratie had geleverd voor de Liederen en dansen van de dood van Modest Moessorgski. Andere invloeden vond men in werken van de Britse componist Benjamin Britten, met wie Sjostakovitsj (op afstand) bevriend was. Gedacht werd aan werken als Nocturne voor tenor, zeven obligate instrumenten en strijkorkest.
Sjostakovitsj, toch al onzeker over zijn werk, wist niet goed in welke genre hij het werk zou indelen. Een echt liederencyclus was het in zijn ogen niet, noch een oratorium of koorsymfonie, want een koor ontbrak. Door de terugkerende thema's koos hij uiteindelijk voor symfonie. Er bestaat een aantal versies van het werk, waarbij voornamelijk de taal van de gezongen teksten verschilt. De zang is daarbij af en toe parlando.

## Indeling
Het werk heeft elf opeenvolgende delen, die elk een gedicht verklanken (voor de indruk zijn tijden van de Decca-opname en sommige beginregels meegegeven):
1. Adagio. "De profundis" (Federico García Lorca) (circa 4:45, "De honderd verliefden slapen eeuwig in de droge aarde"; slachtoffers van de Spaanse Burgeroorlog)
2. Allegretto. "Malagueña" (Federico García Lorca)(2:37, "De dood beweegt naar binnen en buiten in de taveerne")
3. Allegro molto. "Loreley" (Guillaume Apollinaire) (8:35, "De heks met gouden haren lokt mannen")
4. Adagio. "Le Suicidé" (Guillaume Apollinaire) (6:45, "Drie grote lelies, drie grote lelies op een graf zonder kruis")
5. Allegretto. "Les Attentives I" (Guillaume Apollinaire)(2:28, "Hij die vannacht overlijdt in de loopgraven")
6. Adagio. "Les Attentives II"  (Guillaume Apollinaire) (1:52, "Mevrouw, luister naar mij")
7. Adagio. "À la Santé" (Guillaume Apollinaire) (8:46, "Voordat ik mijn cel betrek en moest ik mij ontkleden, een sinister stem zei Guillaume, wat is er van je geworden")
8. Allegro. "Réponse des Cosaques Zaporogues au Sultan de Constantinople" (Guillaume Apollinaire) (2:03)
9. Andante. "O, Del'vig, Del'vig!" (Wilhelm Küchelbecker) (4:44)
10. Largo. "Der Tod des Dichters" (Rainer Maria Rilke) (5:26, "Hij lag, zijn gezicht was bleek naar boven gericht en gelegen op kussen")
11. Moderato. "Schlußstück" (Rainer Maria Rilke) (1:14, "De dood is groots")

De symfonie begint met een introverte, sombere neergaande lijn in het strijkorkest. Dit motief komt terug in deel 10 en zo zijn er meer motieven die terugkomen gedurende de symfonie. De toegepaste percussieve instrumenten vullen deze somberheid aan met kale tikken op woodblocks, buisklokken kondigen de dood aan en de xylofoon wordt vaak gezien als een muziekinstrument waarbij op beenderen wordt geslagen. Ook de eenzame celesta die te horen is, klinkt bleek. Het slot bestaat uit een herhaling van dezelfde akkoordenmuziek, klinkend als de klop op de deur.

## Orkestratie
- sopraan, bas (soms vervangen door bariton)
- 3 man/vrouw percussie (voor woodblock, castagnetten, zweep, sopraan, alt en tenor tomtoms, xylofoon, buisklokken, vibrafoon), celesta
- 10 violen, 4 altviolen, 3 celli, 2 contrabassen

## Uitvoeringen en opnamen
De première vond plaats op 29 september 1969 onder leiding van Rudolf Barschai, die leiding gaf aan (in dit geval) vier solisten Galina Visjnevskaja (mevrouw Mstislav Rostropovitsj), Margarita Mirosjnikov, Mark Resjetin, Jevgeni Vladimirov en het Kamerorkest van Moskou. Er waren echter al proefpremières gehouden waarbij alleen vermoedelijk Mirosjnikov en Vladimirov zongen. Dat die proefpremières bekend werden is te danken aan het feit dat een van Sjostakovitsj grootste muzikale tegenstanders, Pavel Apostolov, tijdens een van de uitvoeringen een hartinfarct kreeg. Men, ook de componist, dacht dat hij daarbij overleed. Benjamin Britten leidde in 1970 de westerse première tijdens het door hem georganiseerde muziekfestival van Aldeburgh. Sjostakovitsj zou het werk aan hem opdragen. De ontvangst was wisselend, velen (zowel in de Sovjet-Unie als in het Westen) vonden het werk te pessimistisch en obsessief, Sjostakovitsj reageerde daarop door te zeggen dat dat ook zijn bedoeling was geweest. Toch zijn er vrij veel opnamen van het werk verschenen; de componist wordt sinds lang in het Westen gewaardeerd. Voor wat betreft uitvoeringen tijdens de Promsconcerten behoort de symfonie met vier uitvoeringen tot de middenmoot, het Koninklijk Concertgebouworkest speelde het werk zeven keer (terwijl het de symfonieën 2, 3 en 12 nooit uitvoerde). De twee concerten in 1980 onder leiding van Bernard Haitink met solisten Julia Varády en Dietrich Fischer-Dieskau leverden een van de eerste uitgebrachte versies op compact disc op via Decca Records.
Nr. 1 in f mineur · Nr. 2 in B majeur, "Oktober" · Nr. 3 in Es majeur, "De eerste mei" · Nr. 4 in c mineur · Nr. 5 in d mineur · Nr. 6 in b mineur · Nr. 7 in C majeur, "Leningrad" · Nr. 8 in c mineur · Nr. 9 in Es majeur · Nr. 10 in e mineur · Nr. 11 in g mineur, "Het jaar 1905" · Nr. 12 in d mineur, "Het jaar 1917" · Nr. 13 in bes mineur, "Babi Yar" · Nr. 14 · Nr. 15 in A majeur